# Elachista atricomella
Elachista atricomella — вид лускокрилих комах родини злакових молей-мінерів (Elachistidae).

## Поширення
Вид поширений у більшій частині Європи. Трапляється в Україні.

## Опис
Розмах крил становить близько 12 мм. Голова чорнуватого кольору, з білуватим напиленням, лицьова частина у самиць білувата. Передні крила чорнуваті з білим напиленням і білою плямою в передній частині. Задні крила темно-сірі. Личинка блідо-жовтувата з блідо-коричневою головою з двома жовто-коричневими позначками.

## Спосіб життя
Метелики літають з травня по вересень. Личинки живляться листям грястиці збірної (Dactylis glomerata), мінуючи його. Шахта починається як довгий, вузький, переважно прямий коридор з тонкою центральною лінією з сірого фрасу. Він опускається в оболонку листя або навіть у стебло або підщепу. Личинки регулярно звільняють шахту і починають в іншому місці. Заляльковування відбувається поза шахтою.